# École centrale des arts et métiers
Ne doit pas être confondu avec École nationale supérieure des arts et métiers ou École centrale des arts et manufactures.
Pour les articles homonymes, voir École centrale et Arts et métiers.
 (septembre 2014).
Si vous disposez d'ouvrages ou d'articles de référence ou si vous connaissez des sites web de qualité traitant du thème abordé ici, merci de compléter l'article en donnant les références utiles à sa vérifiabilité et en les liant à la section « Notes et références ».
L'École centrale des arts et métiers de Bruxelles ou ECAM Bruxelles, située sur le campus UCLouvain Bruxelles Woluwe à Bruxelles, est une haute école belge catholique formant des ingénieurs industriels, fondée 1898. L’ECAM a intégré la Haute École ICHEC-ECAM-ISFSC en 2019,.
En association avec les écoles d'ingénieurs ECAM La Salle, ECAM Rennes et ECAM-EPMI elle fait partie du groupe ECAM.
ECAM Bruxelles est également membre de la CDEFI.
En 2019, le parlement de la Communauté française vote le transfert de l'ECAM, catégorie technique de la Haute École Léonard de Vinci vers la haute école Groupe ICHEC - ISC Saint-Louis - ISFSC. Le transfert est effectué dans l'enjeu où mis à part l'ECAM, Vinci est une haute école qui organise principalement un enseignement supérieur de type court alors que l'ICHEC et l'ISFSC organisent un enseignement de type long. Il s'agit en outre de deux établissements catholiques et établis à Bruxelles.

## Présentation
L'ECAM a pour objet la formation d'ingénieurs industriels dans une des spécialités suivantes : automatisation, construction, électromécanique, électronique, géomètre, informatique, santé. ECAM Bruxelles organise également un master en alternance de Business Analyst, en collaboration avec l'ICHEC. Ce master n'offre toutefois pas le titre d'ingénieur aux diplômés.

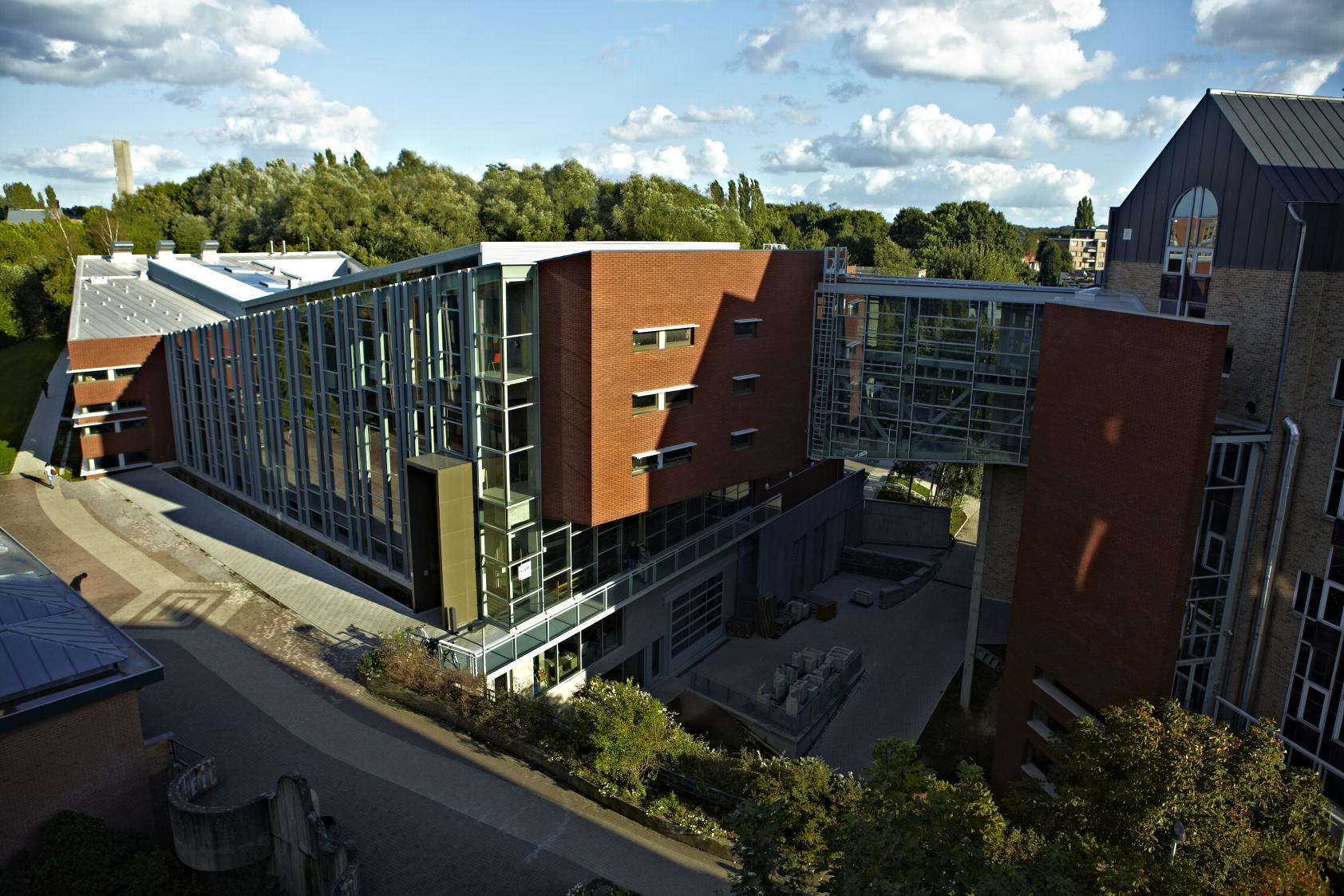
ECAM Brussels Engineering School.

L'ECAM fait partie de la Haute École ICHEC - ECAM - ISFSC, laquelle appartient au réseau libre subventionné par la Communauté française de Belgique. Les 7 formations d'ingénieur de l'ECAM sont accréditées par la Commission des titres d'ingénieur depuis septembre 2016. Elle est assortie d’une admission par l’état français des diplômes de l’ECAM permettant aux étudiants de se prévaloir du titre d’ingénieur en France. Cette accréditation confère également aux diplômes le label européen EUR-ACE (EURopean ACcreditation for Engineering).
En 2016, ECAM Bruxelles compte près de 1 100 étudiants, une septantaine d'enseignants et plus de 6 000 diplômés dont près de 1 200 au cours des dix dernières années.

## Histoire
Une des premières écoles professionnelles de Bruxelles, l'École Notre-Dame du travail, est fondée en 1898. Elle se développe et devient l'École professionnelle des métiers axée principalement sur le laboratoire et l'atelier.
En 1905, une section supérieure s'ajoute aux sections existantes pour former en trois années d'études des « brevetés ». L'établissement prend le nom d'École Centrale des Arts et Métiers (ECAM). Après 1915, à cause de la guerre, l'Institut technique supérieur est le seul à être maintenu ; il est transformé en une école d'ingénieurs par l'adjonction d'une quatrième année d'études. En 1919, l'ECAM proclame sa première promotion d'ingénieur. Cette promotion compte alors 8 diplômés.
Deux sections sont créées en 1977 : l'électromécanique et l'électricité option électronique. Une troisième section est créée peu après : la construction. La première promotion d'ingénieurs industriels en électromécanique et en électricité option électronique sort en 1978, puis en 1979 pour celle d'ingénieurs industriels en construction. En 2000, l'école prend le nom de ECAM institut supérieur industriel et crée une ASBL associée gérant son patrimoine : le Centre de promotion de l'école centrale des arts et métiers.

## Organisations étudiantes
Le « PECAM » est l’organisation étudiante de l’ECAM. Elle participe à des compétitions automobiles internationales et anime plusieurs activités culturelles. 
L'AIECAM est l'association des ingénieurs diplômés de l'ECAM. Elle vise principalement à créer des liens professionnels et amicaux entre ses membres, à favoriser leur insertion dans la vie professionnelle et à veiller à la promotion de l'ingénieur industriel.
La Vulcania est le cercle estudiantin de l'ECAM, fondé en 1921. Le cercle, par son comité, organise tant des activités folkloriques (baptême, soirées, cortège de la St-Nicolas à Bruxelles,...) que pour la vie globale des étudiants à l'ECAM (accueil des étudiants de 1e, journal des étudiants, vente de syllabus d'interros et de pulls d'auditoire,...).

## Anciens étudiants
- Promotion 1955 : Michel Coenraets, homme d'affaires et homme politique
- Promotion 1978 : Paul Anciaux, directeur-président honoraire de la Haute École Léonard de Vinci
- Promotion 1980 : Bernard Gilliot : président de la FEB
- Promotion 1987 : Brieuc de Meeûs : directeur général de la STIB
- Promotion 1994 : Olivier Van Dooren : directeur général du Centre scientifique et technique de la construction
- Promotion 1999 : Louis-Philippe Loncke, entrepreneur, aventurier et explorateur